# 할런 브릭스

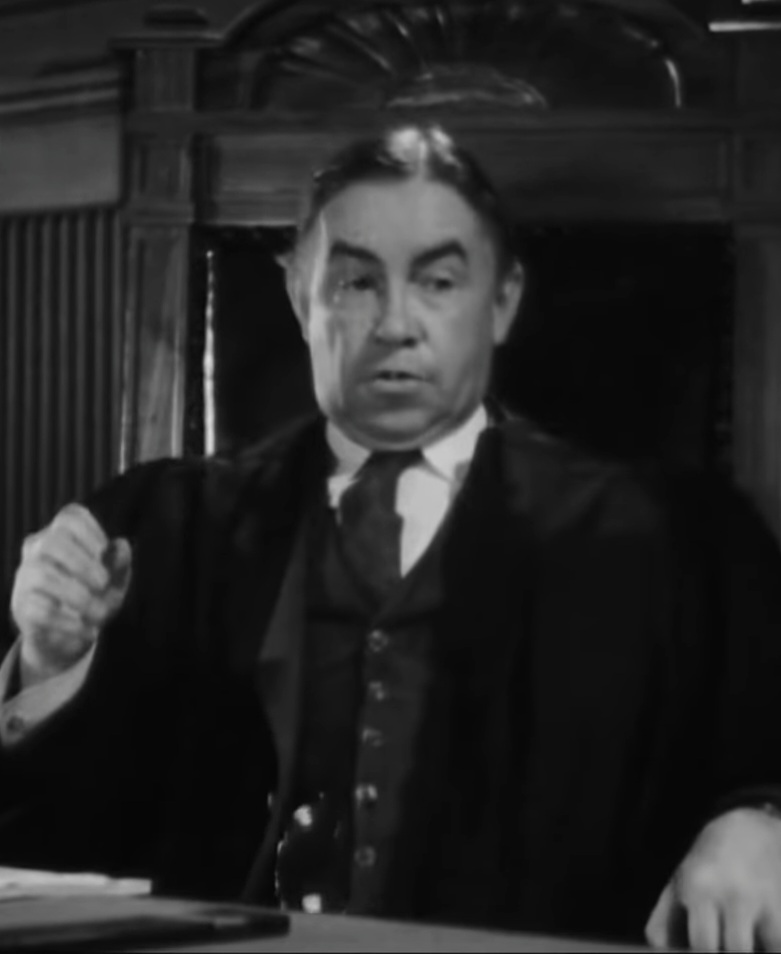

할런 브릭스(Harlan Briggs, 1879년 8월 17일 ~ 1952년 1월 26일)는 미국의 배우이다.
우들랜드힐스에서 사망하였다. 사인은 질병이다.

## 영화
- 캐리 (1952년)
- 이중 생활 (1947년)
- 웨이크 업 앤 드림 (1946년)
- 유머레스크 (1946년)
- 밤과 낮 (1946년)
- 캐년 패시지 (1946년)
- 스톨렌 라이프 (1946년)
- 그들에겐 각자의 몫이 있다 (1946년)
- 배니싱 버지니안 (1942년)
- 인간 에디슨 (1940년)
- 뱅크 딕 (1940년)
- 럭키 파트너 (1940년)
- 허클베리 핀의 모험 (1939년)
- 스미스씨 워싱톤 가다 (1939년)
- 싱 유 시너스 (1938년)
- 메이타임 (1937년)
- 공작 부인 (1936년)